# Steve Saviano
Steve Saviano, född 31 augusti 1981 i Reading, Massachusetts, är en amerikansk professionell ishockeyspelare. Spelar för Belfast Giants i EIHL
Hans ishockeykarriär tog fart 2000/2001 då han började spela universitetshockey i NCAA. Han spelade då i laget som representerade University of New Hampshire. Han blev kvar i laget till säsongen 2003/2004. Steve fick då en plats i New Jersey Devils farmarlag Lowell Devils i AHL. Han gjorde där två säsonger, samtidigt som han spelade i laget Florida Everblades i ECHL. Säsongen 2006/2007 skrev han kontrakt med Växjö Lakers i Hockeyallsvenskan, där han blev en riktig publikfavorit. Trots detta lämnade han klubben säsongen 2007/2008 och spelade i det finska laget Tappara under två år. Steve Saviano ville dock tillbaks till Växjö Lakers och sin bästa vän David Lundbohm. Han skrev därför under ett kontrakt som gällde för säsongen 2009/2010. Steve Saviano blir ibland kallad vissa smeknamn av Växjöpubliken, bland annat "Stig" och "Guldskridskon" (detta på grund av hans skickliga skridskoåkning). Steve har italienskt samt amerikanskt medborgarskap.
Steve spelar även säsongen 2010/2011 i Växjö Lakers, tillsammans med bland annat David Lundbohm och de två nyförvärven, Josh Soares och Dustin Johner.
Den 19 juni 2013 skrev Saviano på ett ettårskontrakt med Djurgården i Hockeyallsvenskan.
Han spelar sedan säsongen 2016-2017 i Belfast Giants i EIHL.